# SkyTeam Cargo
SkyTeam Cargo é uma aliança global de carga em que todos os membros são também membros da SkyTeam. SkyTeam Cargo é atualmente a maior aliança de carga do mundo, competindo com o WOW Cargo Alliance.

## Historia

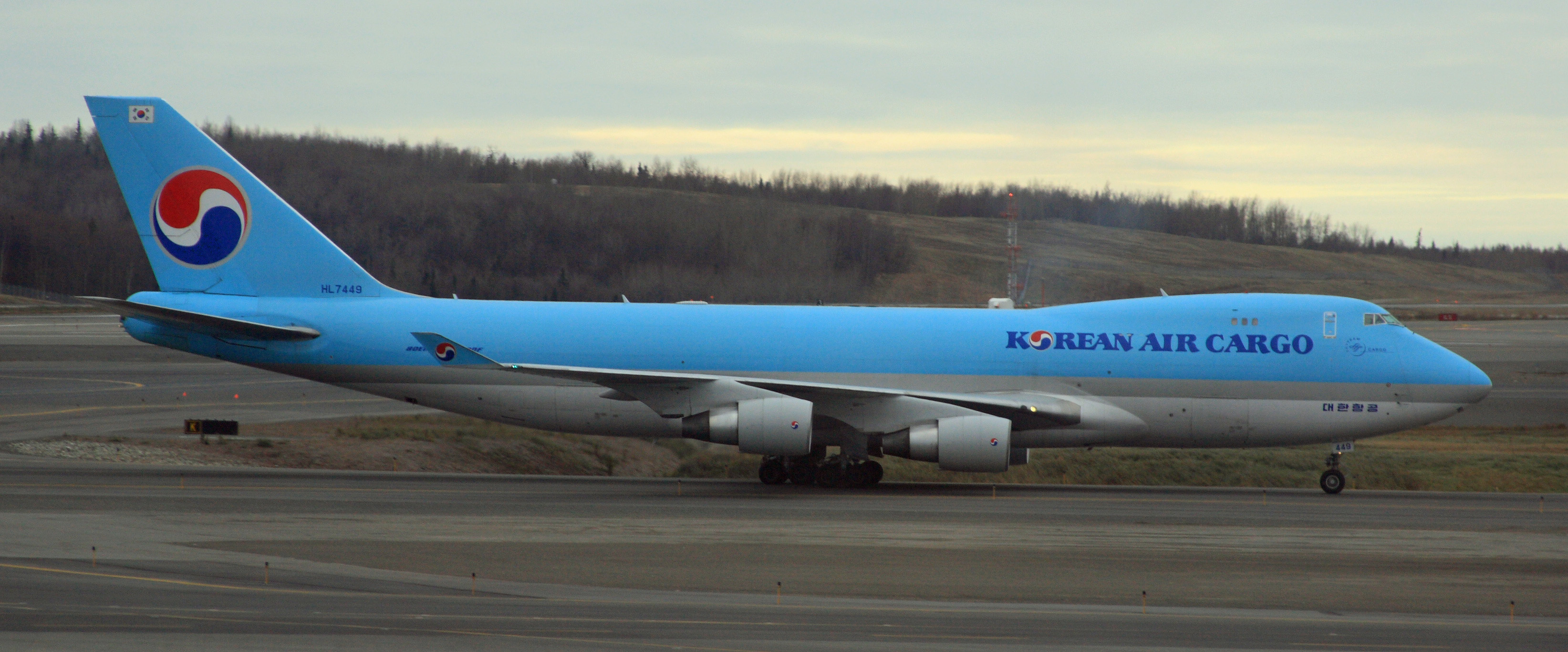
Um Boeing 747-400F pertencente a Korean Air Cargo, no voo inaugural como membro da Skyteam Cargo.

Três meses após a fundação da SkyTeam, em 22 de junho, a aliança anunciou em setembro de 2000, a criação de sua divisão de cargo, SkyTeam Cargo . Os membros inaugurais da aliança são: Aeroméxico Cargo, Air France Cargo, Delta Air Logistics e Korean Air Cargo, cujas operações de passageiros aéreos são membros da SkyTeam.
Em 2001, Czech Airlines Cargo e Alitalia Cargo aderiram em abril e agosto, respectivamente.
KLM Cargo aderiu a Skyteam Cargo em setembro de 2004, quatro meses após a fusão da Air France com a KLM, que posteriormente criou-se o Grupo Air France-KLM. No ano seguinte, em setembro, a Northwest Airlines Cargo aderiu a aliança de carga aérea, em um movimento que, após um ano, fez a Northwest Airlines entrar na aliança de passageiros. No entanto, em 14 de abril de 2008, a companhia fundiu-se com a Delta Airlines, que deu o status as duas de maior companhia do mundo. Em novembro de 2010, a China Southern Airlines aderiu a aliança de carga aérea.